# Kenji Miyazawa
Kenji Miyazawa (japanska: 宮沢 賢治?, Miyazawa Kenji), född 27 augusti 1896, död 21 september 1933, var en japansk poet och barnboksförfattare. Han var även känd som agronom, vegetarian, cellist, hängiven buddhist och utopisk social aktivist.

## Biografi
Kenji Miyazawa föddes i Hanamaki i Iwate prefektur som äldste son till förmögna makar verksamma inom pantbelåning.
Bland Miyazawas mest kända verk märks Ame ni mo mazeku, Ginga tetsudō no yoru, Kaze no matasaburo, Cello hiki no Gorsch och Taneyamagahara no yoru. Han konverterade till nichirenbuddhismen efter att ha studerat Lotussutran, och under en kort tid verkade han som missionär för den nichirenbuddhistiska organisationen Kokuchūkai. Hans religiösa och sociala övertygelser distanserade honom från de övriga i den borgerligt inriktade familjen – särskilt fadern.
Kenji Miyazawa grundade jordbrukarorganisationen Rasu, i syfte att förbättra livet för bönderna i Iwateprefekturen. Han studerade även esperanto och planerade att nå en större, internationell målgrupp för sina verk genom att översätta flera av sina verk till det språket.
Kenji Miyazawa avled 1933 i lunginflammation, i sin födelseort Hanamaki. Under sin livstid var Miyazawa i stort sett okänd som poet, men hans verk rönte efter hans död en växande berömmelse. Åren kring 100-årsdagen 1996 uppmärksammades han i Japan via ett stort antal evenemang. Ett museum tillägnat hans verk etablerades 1982 i hemstaden Hanamaki.

## Eftermäle
Många av Miyazawas barnberättelser har spelats in som anime. Filmen Ginga tetsudō no yoru, baserad på Miyazawas historia om "Natt på den galaktiska järnvägen", gavs som en hyllning till Miyazawa den esperantiska undertiteln Nokto de la galaksia fervojo (en direktöversättning). Historien inspirerade även Leiji Matsumoto till dennes manga Galaxy Express 999. Ett stort antal av Miyazawas tanka och poem i fri vers är fortfarande populära och flitigt översatta till andra språk.
Asteroiden 5008 Miyazawakenji är uppkallad efter honom.